# فرانشيسكا ميخور
فرانشيسكا ميخور (مواليد 1982م) هي عالمة أحياء حاسوبية نمساوية أمريكية وأستاذة في قسم علوم البيانات في معهد دانا فاربر للسرطان. تشغل منصب مدير مركز العلوم الفيزيائية للأورام ومركز تطور السرطان.

## التعليم والمهن المبكرة
ولدت ميخور في فيينا. كان والدها عالم رياضيات وكانت والدتها ممرضة. في طفولتها، اهتمّت ميخور بالرياضيات وأرادت ممارسة مهنة علمية تساعد الآخرين. درست ميخور الرياضيات والأحياء الجزيئية في جامعة فيينا؛ كما قضت عامًا في جامعة تريست، حيث درست التقنية الحيوية الطبية. بعد تخرّجها، انضمّت إلى معهد الدراسات المتقدمة كطالبة دراسات عليا، وعملت في قسم الأحياء النظرية. أجرت ميخور بحث الدكتوراه في جامعة هارفارد في قسم الأحياء العضوية والتطورية. تناولت أطروحتها الديناميكيات التطورية للسرطان، حيث تمكنت من تحديد الوقت اللازم لتحور الجينات داخل الخلايا السرطانية لتصبح جينات واقية من السرطان.

## الأبحاث والمهنة
أكملت ميخور أبحاث الدكتوراه في أقل من ثلاث سنوات، وبعد ذلك أصبحت زميلة مبتدئة في جمعية هارفارد للزملاء. حاولت في أعمالها المبكرة تطوير نموذج رياضي لدراسة تطور الخلايا التي تؤدي إلى المرحلة النهائية من ابيضاض الدم النقوي المزمن. سعت ميخور تحديدًا لفهم سبب فشل بعض المرضى في التحسن بعد العلاج بدواء جليفيك. أصبحت ميخور أول الحائزين على جائزة الباحثين والعلماء النمساويين في أمريكا الشمالية (ASciNA).
في 2007م، تم تعيين ميخور في هيئة التدريس في مركز ميموريال سلون كيترينج للسرطان، وكأستاذ مساعد في كلية وايل كورنيل للدراسات العليا للعلوم الطبية.يدرس معملها الديناميكيات التطورية للسرطان، بما في ذلك نشأته وتطوره والاستجابة للعلاج أو المقاومة. انتقلت إلى معهد دانا فاربر للسرطان في عام 2010م، وترقّت إلى رتبة أستاذ عام 2015م.
ميخور عضوة في اللجنة التوجيهية للجمعية الأمريكية لأبحاث السرطان وتطور السرطان.

## الجوائز والتكريمات
- 2004م جائزة فريد هاتشينسون لأبحاث السرطان، هارولد إم وينتراوب، لطلاب الدراسات العلي.[9]
- 2005م جائزة الزميل المبتدئ المنتخب في جمعية الزملاء بجامعة هارفارد.[10]
- 2007م جائزة ثيودوسيوس دوبزهانسكي لدراسة علم التطور.[11]
- 2008م جائزة الباحثين والعلماء النمساويين في أمريكا الشمالية (ASciNA).[12]
- 2009م جائزة مؤسسة ليون ليفي للباحثين الشباب.[13]
- 2010م جائزة غيرستنر للباحث الشاب.[14]
- 2012م جائزة أليس هاميلتون.[15]
- 2012م متحّثة في تيد ميد.[14]
- جائزة فيلسيك لعام 2015م للإبداع الواعد في العلوم الطبية الحيوية.[5][16]
- جائزة كارنيجي للمهاجرين العظماء لعام 2015م.[17]
- 2015م جائزة روبرتسون للخلايا الجذعية.[18]

## منشورات مختارة
- Franziska Michor; Yoh Iwasa; Martin A Nowak (1 Jun 2005). "Dynamics of chronic myeloid leukaemia". Nature (بالإنجليزية). 435 (7046): 1267–1270. DOI:10.1038/NATURE03669. ISSN:1476-4687. PMID:15988530. QID:Q40403398.
- Franziska Michor (1 Nov 2015). "The mathematics of cancer: integrating quantitative models". Nature Reviews Cancer (بالإنجليزية). 15 (12): 730–745. DOI:10.1038/NRC4029. ISSN:1474-175X. PMID:26597528. QID:Q38644551.
- Franziska Michor; Kornelia Polyak (30 Jul 2014). "Non-cell-autonomous driving of tumour growth supports sub-clonal heterogeneity". Nature (بالإنجليزية). 514 (7520): 54–58. DOI:10.1038/NATURE13556. ISSN:1476-4687. PMC:4184961. PMID:25079331. QID:Q34287934.

## رابط خارجي
- فرانشيسكا ميخور منشورات مفهرسة من قبل جوجل سكولار